# Jindřichohradecké místní dráhy
Jindřichohradecké místní dráhy, a.s. (VKM: JHMD) jsou akciová společnost, která vlastní a dříve provozovala jihočeské úzkokolejné tratě z Jindřichova Hradce do Nové Bystřice a z Jindřichova Hradce do Obrataně, včetně provozování dopravy na nich. Název společnosti je současně názvem železničního subsystému. Společnost je od října 2022 v úpadku, v rámci insolvenčního řízení má být obchodní závod společnosti prodán.

## Historie

### Založení a činnost
Společnost byla založena 19. září 1994 v Praze, od ledna 1995 začala podnikat. Nejprve na uvedených tratích provozovala letní vlaky pro turisty, po zastavení provozu do Nové Bystřice (25. ledna 1997) byla vládou schválena privatizace obou tratí a JHMD je za symbolickou cenu 1,- Kč koupila. Fyzicky byly tratě předány 28. února 1998.
Provoz úzkokolejky byl ztrátový, ale byla potřeba pro dopravu uranu z dolu Okrouhlá Radouň k dalšímu zpracování.
V železničních stanicích Jindřichohradeckých místních drah jsou vydávány dobové lepenkové jízdenky jak pro vlaky motorové, tak parní trakce. JHMD v roce 1999 odkoupily od NADASu strojní vybavení jediné české tiskárny lepenkových jízdenek a od roku 2000 provozují v Kamenici nad Lipou vlastní tiskárnu. Třetinu produkce používají JHMD pro vlastní potřebu, zbytek odebírají České dráhy pro nostalgické jízdy, muzejní železnice, ve stejném formátu se vyrábějí i vstupenky, losy či vizitky.
Kromě pravidelné osobní a nákladní dopravy, provozuje JHMD pravidelné spoje, tažené parní lokomotivou, vlaky na objednávku s parní i motorovou lokomotivou, s možností připojení historické soupravy. Zajímavostí byla výlety historickým autobusem na hrad Landštejn a nedaleké rakouské úzkokolejky. JHMD se v říjnu 2012 staly prvním železničním dopravcem zapojeným do autobusového místenkového systému AMSBUS..
Od června 2009 do roku 2013 se Jindřichohradecké místní dráhy podílely na provozování normálněrozchodných vlaků. Jednalo se o dvě tratě v Ústeckém kraji - Doupovskou a Švestkovou dráhu, v knižním jízdním řádu označené jako 113 a 164.

### Vlastnictví a vedení
Iniciátorem JHMD byl Jan Šatava, který stál v jejím čele od roku 1995, kdy ji se skupinou železničních nadšenců a několika podnikateli založil. Společnost od Českých drah odkoupila tratě připravené na zastavení provozu, od té doby počet cestujících každoročně rostl.
7. listopadu 2011 dozorčí rada JHMD odvolala představenstvo a jmenovala nové, v jehož čele stanul Boris Čajánek. Z původního vedení zůstal v představenstvu pouze Jan Šatava. Personální změny Čajánek zdůvodnil tím, že se firma chce účastnit liberalizace železniční dopravy v Česku.
6. února 2012 k 6. březnu 2012 rezignoval na funkci v představenstvu JHMD Jan Šatava, a výpověď dalo asi deset pracovníků ze středního managementu. Důvodem byly spory mezi devíti akcionáři. Část byli železniční fandové, kteří firmu založili kvůli záchraně tratí, a část investoři hledající zhodnocení vložených prostředků. Ti preferovali okamžitý zisk nad rozvojem železnice.
Čajánek o tři roky později uvedl, že ve výběrovém řízení na modernizaci vozů M27 financovanou z ROP, kde bylo vybráno družstvo Rekova, byl členem výběrové komise Jan Šatava, který zároveň měl podíl ve vítězném družstvu Rekova. Takový střet zájmů by v případě odhalení znamenal vrácení dotace a pokutu, což by bylo pro JHMD likvidační. Proto se podle Čajánka obě skupiny akcionářů názorově rozešly.
V roce 2015 byl Boris Čajánek mnohými příznivci železnice vnímán jako zlý muž, pod kterým firma zrovna nevzkvétá. On byl přesvědčen, že je třeba přemluvit kraje, aby zvýšily platby za provoz veřejné dopravy na úzkokolejce – po dobrém či skrze soud.
Ke konci října 2017 ze společnosti JHMD po více než pěti letech odešel technický a provozní ředitel Jiří Pavel.
V lednu 2022 Jan Kysela koupil podíly v JHMD od firmy Railway Capital (majitel Jan Šatava), Igora Hořeního a Jana Hrušky, celkově tak získal podíl 20,92 %. Z původních akcionářů zůstali Boris Čajánek a Vladimír Jindřich. Drážní úřad na základě této vlastnické změny pozastavil probíhající řízení o odejmutí licence dopravce.
Podle rámcové smlouvy z konce roku 2021 měl údajně Boris Čajánek svůj podíl v JHMD (55,68 %) do konce ledna 2022 převést na Jana Kyselu. K převodu akcií ale nedošlo a Kyselovo jméno bylo začátkem září 2022 vymazáno i ze seznamu členů správní rady. Čajánek se podle dokumentu uloženého v insolvenčním rejstříku hájil tím, že nebyly splněny odkládací podmínky, například převod neschválila správní rada (ta neměla v době podpisu smlouvy žádné členy). Na soudním stání v pondělí 3. října 2022 Krajský soud v Ústí nad Labem zamítl žalobu minoritního akcionáře, firmy Neoladro Jana Kysely, proti Borisi Čajánkovi s tím, že dva účastníci rámcové smlouvy ji nepodepsali, a nedošlo tak k jejímu uzavření a právní účinnosti a tedy nemohly vzniknout ani nároky žalující firmy.

### Řízení drážní dopravy
Po nehodě v srpnu 2016 Drážní inspekce konstatovala, že drážní doprava je na tratích JHMD řízena v rozporu se Zákonem o dráhách a jeho prováděcími vyhláškami. JHMD následně zahájily jednání o převzetí řízení dopravy státní organizací SŽDC. Řízení provozu na obou tratích JHMD převzala od 16. října 2017 státní organizace Správa železniční dopravní cesty. Provoz řídí z Jindřichova Hradce. Smlouva byla na 2 miliony korun ročně a provoz začal být řízen podle předpisu SŽDC D3 pro zjednodušené řízení trati. JHMD měla podle smlouvy platit 125 tisíc korun měsíčně, dále JHMD samostatně platí například za tvorbu jízdního řádu nebo školení svých zaměstnanců. 
V červenci 2018 byly JHMD ve čtyřměsíčním skluzu v platbách za služby SŽDC. Podle statutárního ředitele JHMD Borise Čajánka byl tento problém součástí sporů s kraji o placení či neplacení poplatku za dopravní cestu. Jihočeský kraj s úhradou poplatku za dopravní cestu čekal na rozhodnutí Úřadu pro přístup k dopravní infrastruktuře, předtím se kraj v dodatku smlouvy zavázal stanovisko tohoto úřadu akceptovat.
V červenci 2019 SŽDC evidovala pohledávky v celkové výši 1,664 milionu korun, z toho krátkodobé pohledávky před datem splatnosti nebo po splatnosti do tří měsíců 822 tisíc korun, pohledávky předané k právnímu vymáhání (po splatnosti více než tři měsíce) 842 tisíc korun. SŽDC učinila kroky k ukončení smluvního vztahu s JHMD.
Po vypovězení původní smlouvy uzavřela SŽDC s JHMD novou smlouvu, která od 1. října 2019 navázala na konec platnosti předchozí, vypovězené smlouvy. SŽDC potvrdila, že JHMD splnily podmínky platnosti nové smlouvy, tj. i splacení všech dosavadních dluhů. Podle nové smlouvy JHMD platila za řízení provozu 131 tisíc korun měsíčně, další peníze pak za tvorbu základních dopravních dokumentů a další služby.

### Spory o vozidla
V roce 2017 na JHMD podala žalobu polská společnost TMGKW ohledně přivlastnění parní lokomotivy Px-48 a motorového vozu Mbxd-2.
JHMD měly od 90. let od Národního technického muzea zapůjčených 5 vozidel: 
- Úzkorozchodná parní tendrová lokomotiva U 47.001, zvaná Malletka
- Úzkorozchodný dvounápravový oplenový vůz O/u 9510 na přepravu dřeva
- Úzkorozchodný dvounápravový krytý nákladní vůz Z/u 2072
- Úzkorozchodný dvounápravový krytý nákladní vůz Z/u 2067
- Úzkorozchodný dvounápravový brzdový vůz N/u 3006

Došlo k soudnímu sporu, kdy NTM požadovalo náhradu škod ve výši 2 milionů Kč za poškození pojezdu parní lokomotivy, které JHMD odmítala zaplatit s tím, že podobnou částku již do lokomotivy investovala. V prosinci 2017 si Národní technické muzeum vzalo těchto pět svých vozidel zpět, protože se s ním společnost JHMD nedohodla na prodloužení zápůjčky. NTM vozidla přemístilo do depozitáře v Chomutově, který je nově v letních měsících zpřístupňován veřejnosti. 

### Přerušení provozu 2017
2. října 2017 společnosti JHMD vypršela platnost osvědčení o bezpečnosti provozovatele dráhy a provoz musel být od 3. října 2017 přerušen. Drážní úřad řízení o vydání nového osvědčení přerušil a kvůli řadě nedostatků požádal o doplnění žádosti, vyžádané informace však do dne vypršení platnosti starého osvědčení neobdržel. Krajské úřady o nadcházejícím přerušení provozu do poslední chvíle nebyly dopravcem informovány. Osvědčení však bylo vydáno hned následujícího dne, 3. října 2017, na základě podkladů dodaných dopravcem téhož dne, takže přerušení provozu se týkalo pouze 6 dopoledních párů vlaků. Později se ukázalo, že Drážní úřad o tři dny překročil lhůtu pro vydání rozhodnutí.

### Insolvence
V říjnu 2017 společnost JHMD vyvěsila na svůj web výsledky svého hospodaření za účetní období od 1. července 2015 do 30. června 2016. Celková ztráta činila 18,299 milionu korun, což byl nejhorší výsledek od vzniku firmy. V předchozím účetním roce měla společnost milionový zisk. Podle komentáře statutárního ředitele Borise Čajánka byla ztráta způsobena promítnutím nákladů na modernizaci motorových vozů a nedostatečnou úhradou prokazatelné ztráty se strany obou krajů.
Od roku 2018 neměly JHMD uzavřený potřebný dodatek smlouvy s Krajem Vysočina. Společnost na Kraj Vysočina podala žaloby. Podle dopravce kraj neplní závazek hradit prokazatelné ztráty dopravy na úzkokolejce. Platnost pětileté smlouvy z prosince 2019 mezi Vysočinou a dopravcem v hodnotě 163 milionů Kč má skončit na podzim 2024. Kraj zvažoval, že pak zajistí základní obslužnost místo vlaků autobusy. Na úzkokolejce mezi Kamenicí nad Lipou a Obrataní by pak jezdily jen turistické vlaky.
V roce 2021 společnost JHMD požádala soud o mimořádné moratorium na ochranu před věřiteli, to platilo půl roku. V dubnu 2022 banka Raiffeisenbank společnosti předčasně ukončila úvěrovou smlouvu na provozní a investiční náklady a společnost jí musela zaplatit zbývající sumu. Provoz na tratích nebyl z důvodu insolvence omezen. Společnost měla reorganizační plán, který přijala nadpoloviční většina věřitelů. Reorganizační plán počítal s narovnáním vztahu s Krajem Vysočina, prodejem části majetku, dočasným odložením splatnosti pohledávek a popřípadě zvýšením základního kapitálu a vydáním nových akcií. Společnost měla na konci června 2022 140 věřitelů a dlužila 160,7 milionu korun, z toho Raiffeisenbank uplatnila pohledávky za víc než 56 milionů korun a finanční úřad pro Jihočeský kraj přes 4 miliony. Téměř 39 milionů společnost JHMD dluží svému majoritnímu vlastníkovi Borisi Čajánkovi.Svoji platební neschopnost JHMD zdůvodňovala tím, že jí Kraj Vysočina nedostatečně kompenzuje prokazatelnou ztrátu a nehradí odpisy za vozidla. Kraj Vysočina údajně od roku 2010 neuhradil poplatek za použití dopravní cesty 16 milionů a odmítá uhradit přes 37 milionů korun za odpisy vozidel. Hejtman Kraje Vysočina Vítězslav Schrek v květnu 2022 řekl, že kraj vůči JHMD postupuje podle smlouvy. JHMD sama požádala krajský soud o insolvenční řízení. To bylo zahájeno 7. září 2022.  V září 2022 společnost nevyplatila svým zaměstnancům mzdy za srpen. Pracovat nelze ani v dílnách, protože chybí náhradní díly i peníze na ně.
27. září 2022 JHMD informovaly krajský soud, že Jihočeský kraj pozastavil platby za dopravní obslužnost. Podle dokumentu, který se objevil v insolvenčním rejstříku, kraj platby pozastavil „až do doby ustanovení insolvenčního správce“. JHMD v dokumentu pro soud uvedly, že v tuto chvíli jsou tyto finanční prostředky nezbytné zejména k výplatě mezd.
V neděli 2. října 2022 společnosti JHMD vypršela platnost osvědčení o bezpečnosti provozovatele dráhy. Dopravce požádal o vydání nového osvědčení až 29. září 2022, lhůta pro vyřízení žádosti je 30+120 dní.  K 2. říjnu 2022 společnost JHMD ukončila drážní provoz a od následujícího dne by podle informace poskytnuté dopravcem krajskému úřadu měla JHMD zajišťovat náhradní autobusovou dopravu, oficiálně však taková informace zveřejněna nebyla, web byl nefunkční a ani na nádražích a zastávkách nebyly dostupné žádné informace. Web společnosti je minimálně od středy 28. září 2022 nefunkční. Internetový vyhledávač spojení IDOS zobrazoval běžný provoz i pro další dny a nezobrazoval žádnou informaci o ukončení provozu ani zavedení náhradní dopravy.
Poslední rozlučkový vlak z Jindřichova Hradce do Kamenice nad Lipou vyjel v 17:06. Spoj ve 23:12 byl zrušen, protože by se vlak již nemohl vrátit. Zaměstnanci, kteří v září 2022 nedostali mzdu za srpen, dávají vinu za situaci dlouhodobému řediteli a většinovému majiteli Borisu Čajánkovi. K rozlučkovému poslednímu vlaku připojili vůz navíc, který vyzdobili v protičajánkovském duchu. Boris Čajánek se na tuto rozlučku nedostavil. Poslední vlak z Jindřichova Hradce do Nové Bystřice odjížděl v 15:06.
16. října 2022 dopravci vyprší platnost osvědčení dopravce.
Drážní úřad vedl od října 2021 řízení o odejmutí licence železničního dopravce (oprávnění k provozování drážní dopravy) „z důvodu podezření na finanční nezpůsobilost“, řízení však bylo opakovaně pozastaveno, naposledy do 30. září 2022.
Ke dni zastavení provozu soud ještě nerozhodl ani o úpadku společnosti, ani o jejím reorganizačním plánu.
17. října 2022 má JHMD jednat na ministerstvo dopravy o svém návrhu na úplatné předání trati Obrataň – Kamenice nad Lipou do vlastnictví státu. Výzva JHMD státu k odkupu této trati na území Kraje Vysočina je zmíněna v reorganizačním plánu, který čeká na schválení soudem. Cílem dopravce je zajišťovat na této trati nadále dopravu, aniž by však byl současně jejím vlastníkem a musel se tak podílet na její provozuschopnosti v aktuálním rozsahu. Společnost odhadla tržní hodnotu tohoto úseku dráhy (29 km z celkových 79 km úzkorozchodných tratí JHMD) na 115 až 152 milionů korun. Oficiální nabídku na prodej trati státu však ministerstvo dopravy neobdrželo. Zákon o dráhách stanoví povinnost vlastníka dráhy, který nedokáže zajistit její provozuschopnost, nabídnout tuto dráhu k prodeji státu, avšak nestanoví povinnost státu tuto dráhu koupit. Ministerstvo sdělilo, že situaci analyzuje, a to s ohledem na „na platnou legislativu a původní privatizační projekt.“
Obdobně JHMD v reorganizačním plánu uvažuje i o prodeji motorových vozů M27 s tím, že by je i po odprodeji „třetí osobě“ na Vysočině provozovala.
6. října 2022, tj. cca 3 dny po zamítnutí žaloby minoritního akcionáře ústeckým krajským soudem a po nuceném zastavení železniční dopravy, Krajský soud v Českých Budějovicích jako insolvenční soud zamítl žádost vedení JHMD o povolení reorganizace, zjistil úpadek a stanovil insolvenční správkyní Danielu Urbanovou. O způsobu řešení úpadku zatím nerozhodl, společnosti zakázal disponovat s majetkovou podstatou a dispoziční oprávnění včetně vypořádávání pracovněprávních nároků převedl na insolvenční správkyni. Soud vyjádřil pochybnosti o pravdivosti údajů o finanční situaci společnosti i o úplnosti seznamu věřitelů. Pochybnosti o udávaném nedostatku disponibilních finančních prostředků vzbudila u soudu skutečnost, že dopravce dokázal zajistit náhradní autobusovou dopravu. Soud zpochybnil i údajnou pohledávku většinového majitele Borise Čajánka, protože ještě před rokem, kdy byla společnost v soudní ochraně před věřiteli, tuto pohledávku neuváděla. Jednání k přezkoumání přihlášených pohledávek soud nařídil na 13. ledna 2023, hned poté se má konat schůze věřitelů. Soud zdůraznil, že rozhodnutím o úpadku nezaniká provoz obchodního závodu, tj. závod může nadále provozovat svoji činnost, jednat s kraji i státem a činit kroky ke své restrukturalizaci, budou-li tyto kroky v zájmu věřitelů. Rozhodnutí neznamená ukončení činnosti a rozprodej majetku, ale v konečném důsledku dle přesvědčení soudu může znamenat záchranu úzkokolejky jako historického a kulturního dědictví (například i ve formě turistické atrakce provozované odlišným subjektem a při zajištění dopravní obslužnosti zmíněných oblastí jinou, ekonomicky vhodnější formou).
V květnu 2023 Krajský soud v Českých Budějovicích zakázal firmě JHMD nakládat s majetkem. V březnu 2024 měla firma na účtech posledních padesát tisíc korun a deset stálých zaměstnanců.
V dubnu 2024 vybraly Jihočeský kraj i Kraj Vysočina jako nového dopravce společnost Gepard Express. O budoucnosti zadlužené úzkokolejky rozhodnou věřitelé na schůzi na konci května 2024. Pro nedostatek finančních prostředků na údržbu jsou obě tratě nesjízdné až do 31.5.2025.  Obce žádají garance zprovoznění úzkokolejky pro letní sezónu i celkově do budoucna. 
Nejlepší nabídku věřitelům na odkup zkrachovalé úzkokolejky předložila firma Gepard Express SE. V srpnu 2025 zahájil Albert Fikáček spolu s dobrovolníky práci na údržbě trati mezi Jindřichovým Hradcem a Kamenicí nad Lipou. První jízda na části obnovené trati je plánována na září 2025.

## Galerie

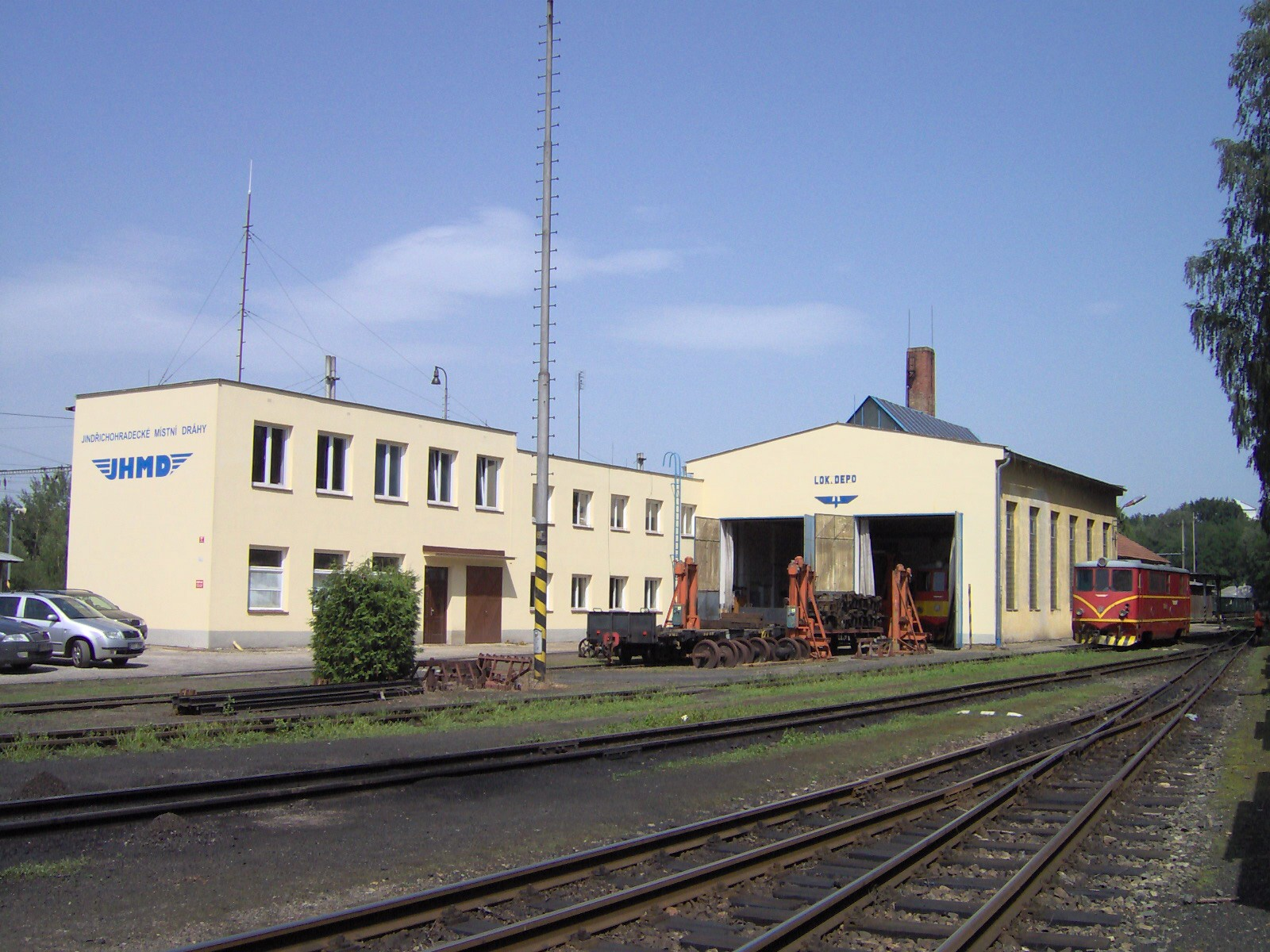
Lokomotivní depo JHMD v Jindřichově Hradci
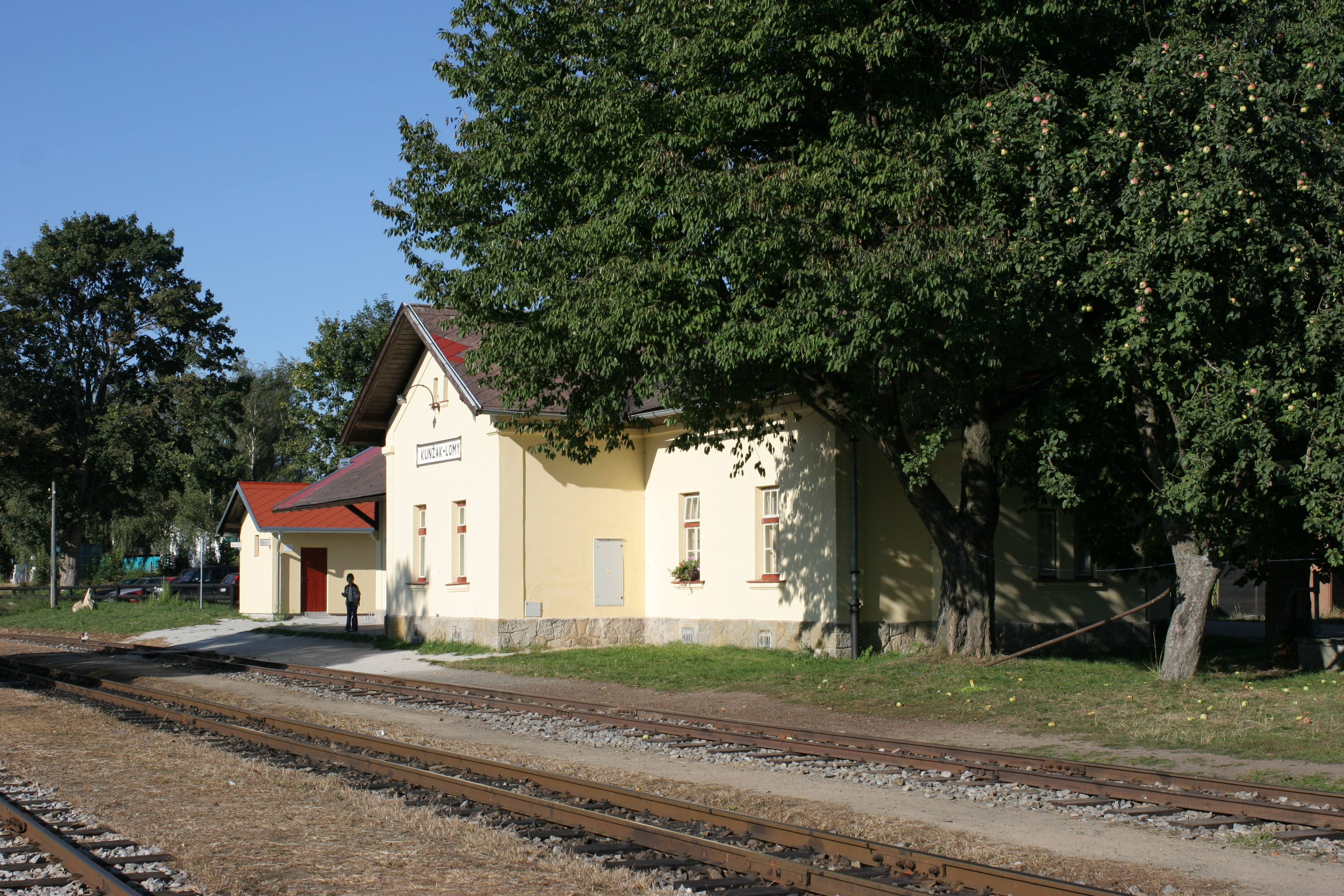
Nádraží Kunžak-Lomy
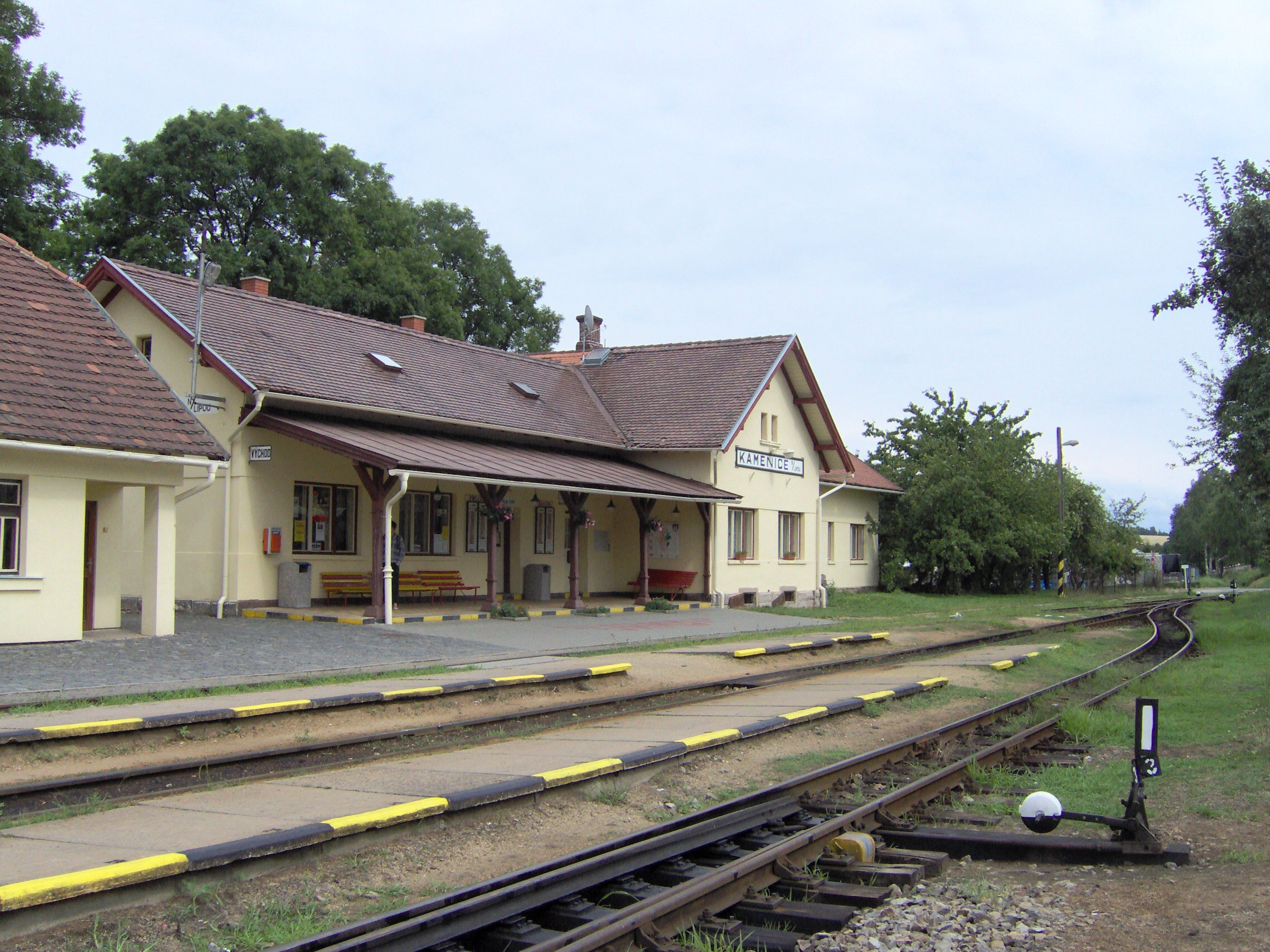
Nádraží Kamenice nad Lipou
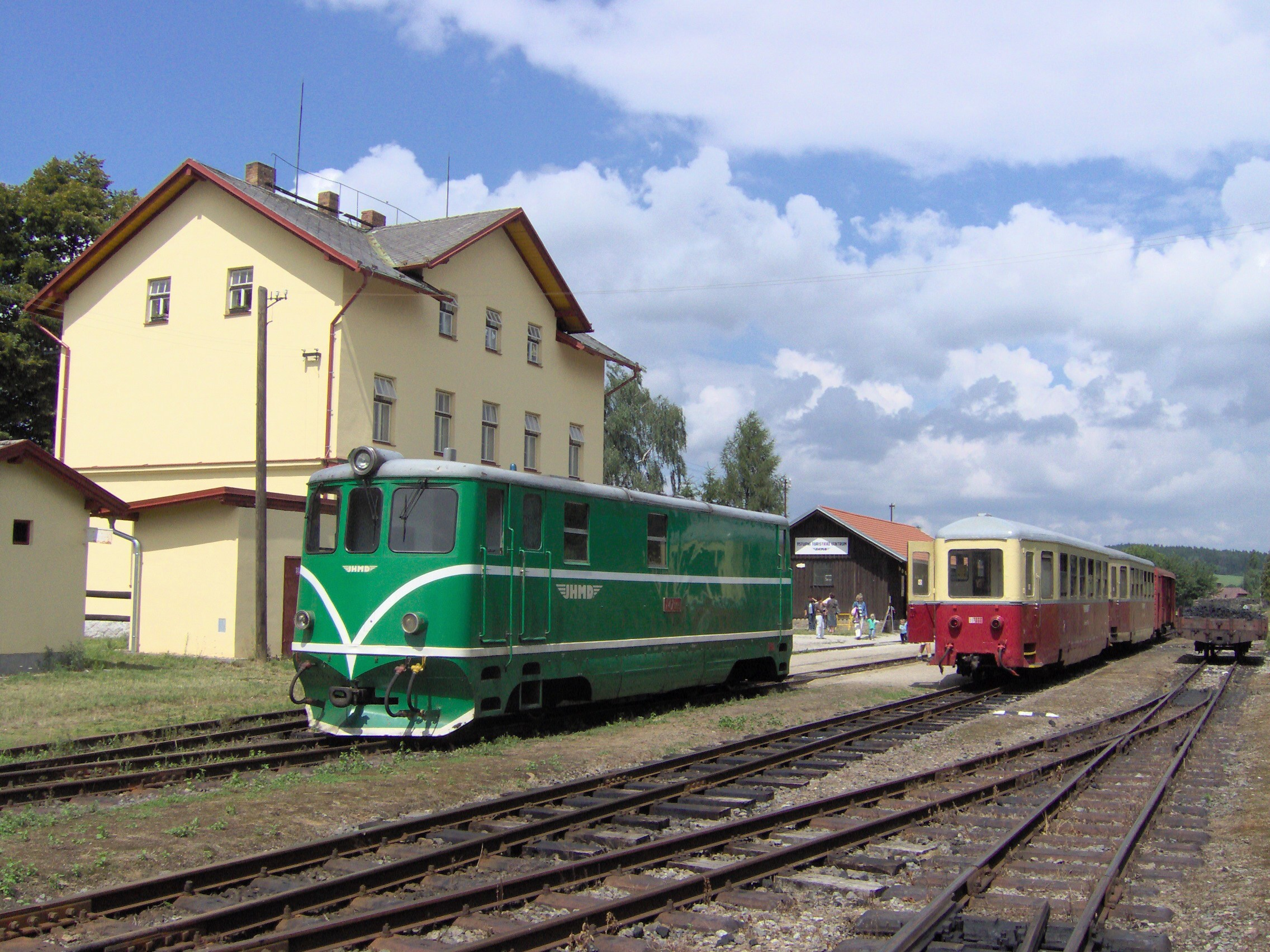
Nádraží v Nové Bystřici
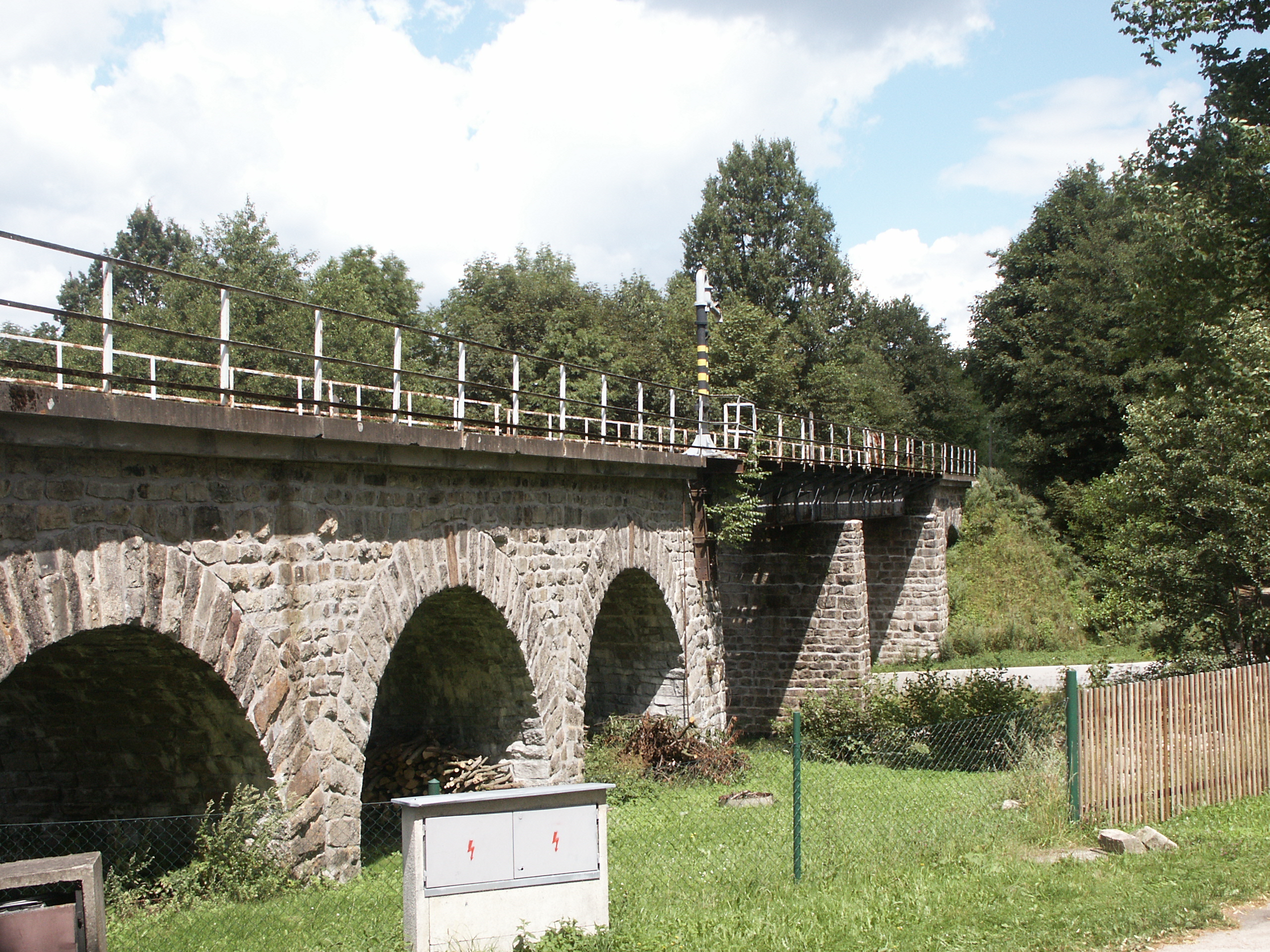
Železniční most přes Dračici u zastávky Albeř
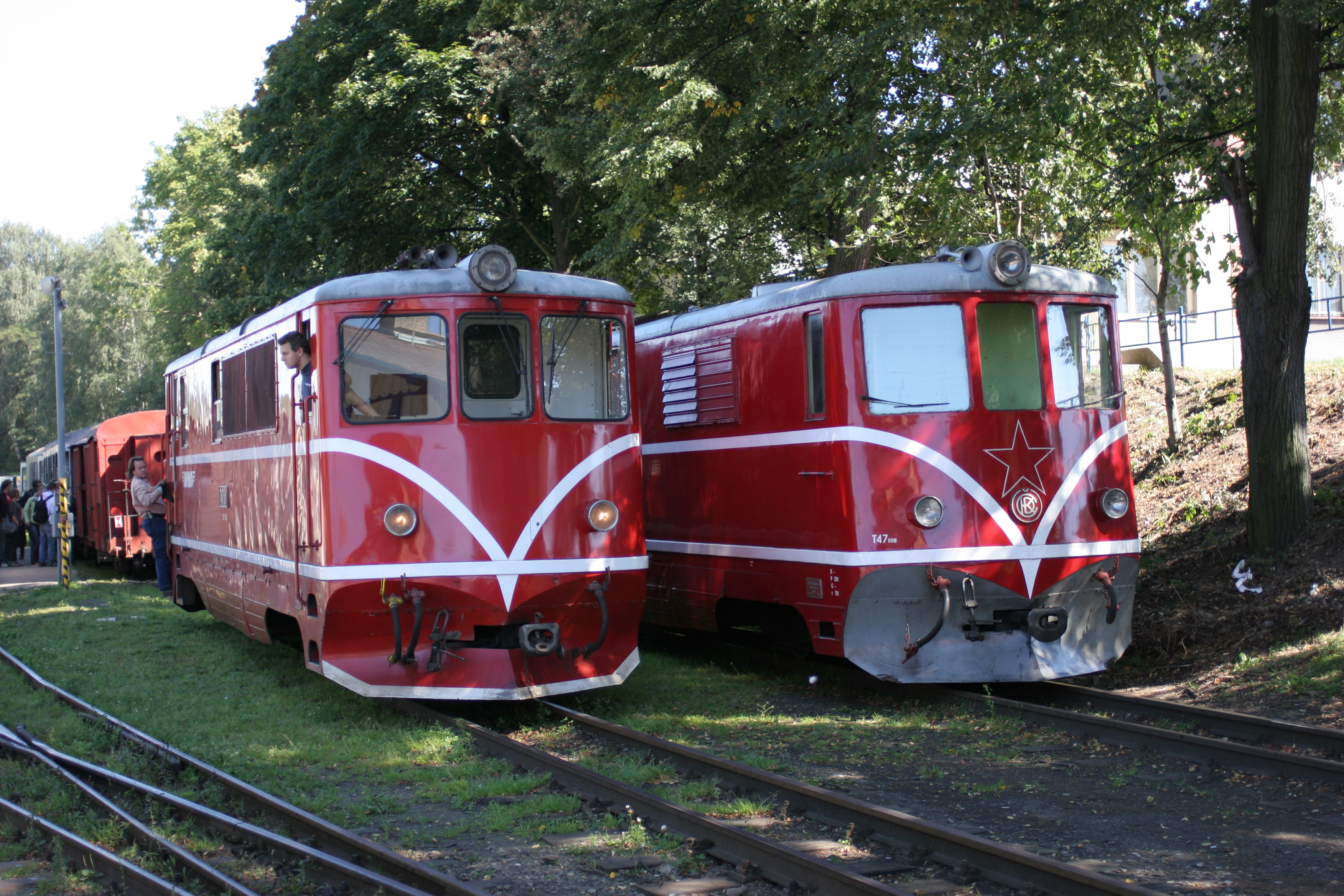
Lokomotivy řady 705.9 v Jindřichově Hradci
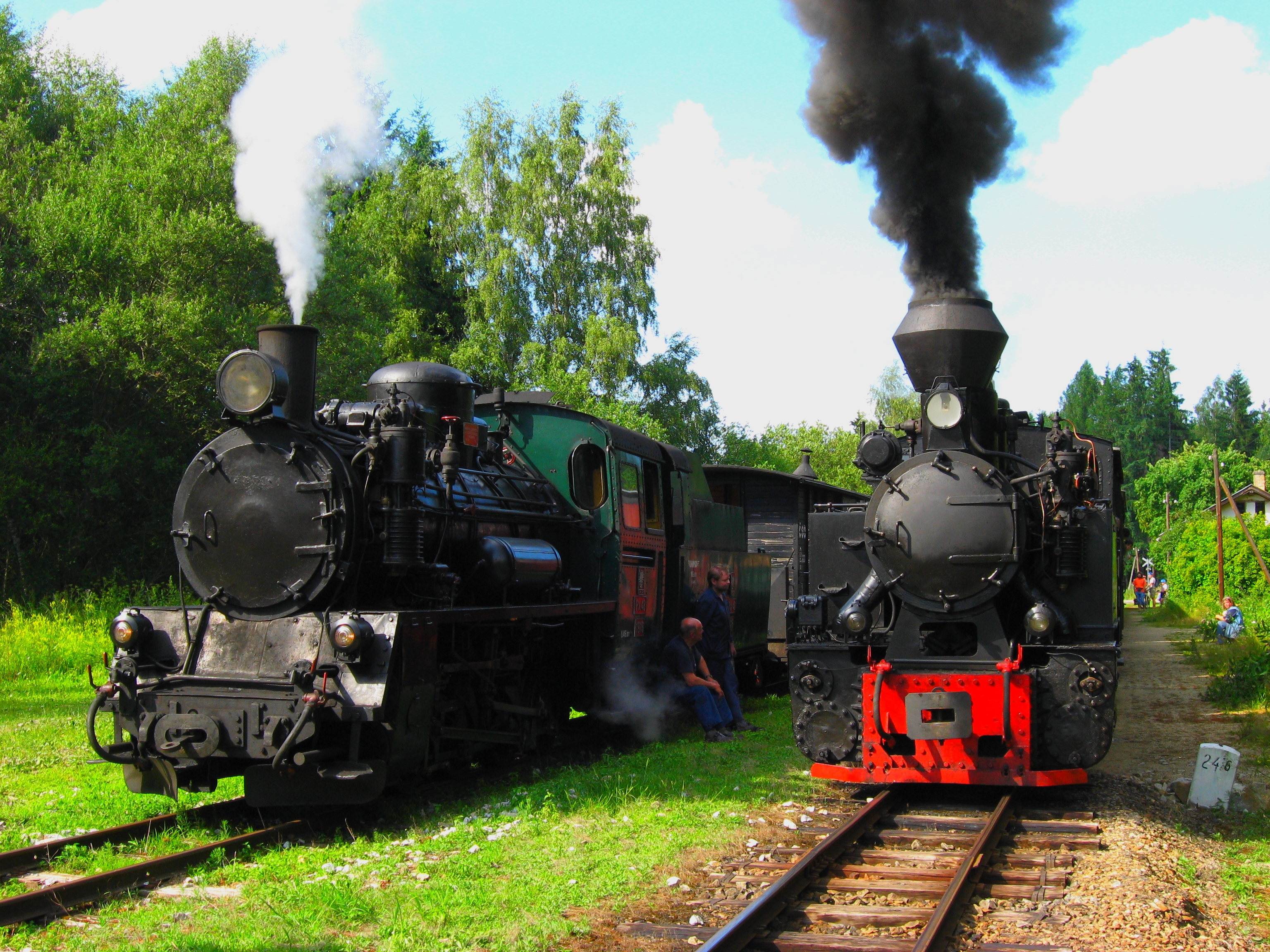
Parní vlaky křižující v dopravně Senotín
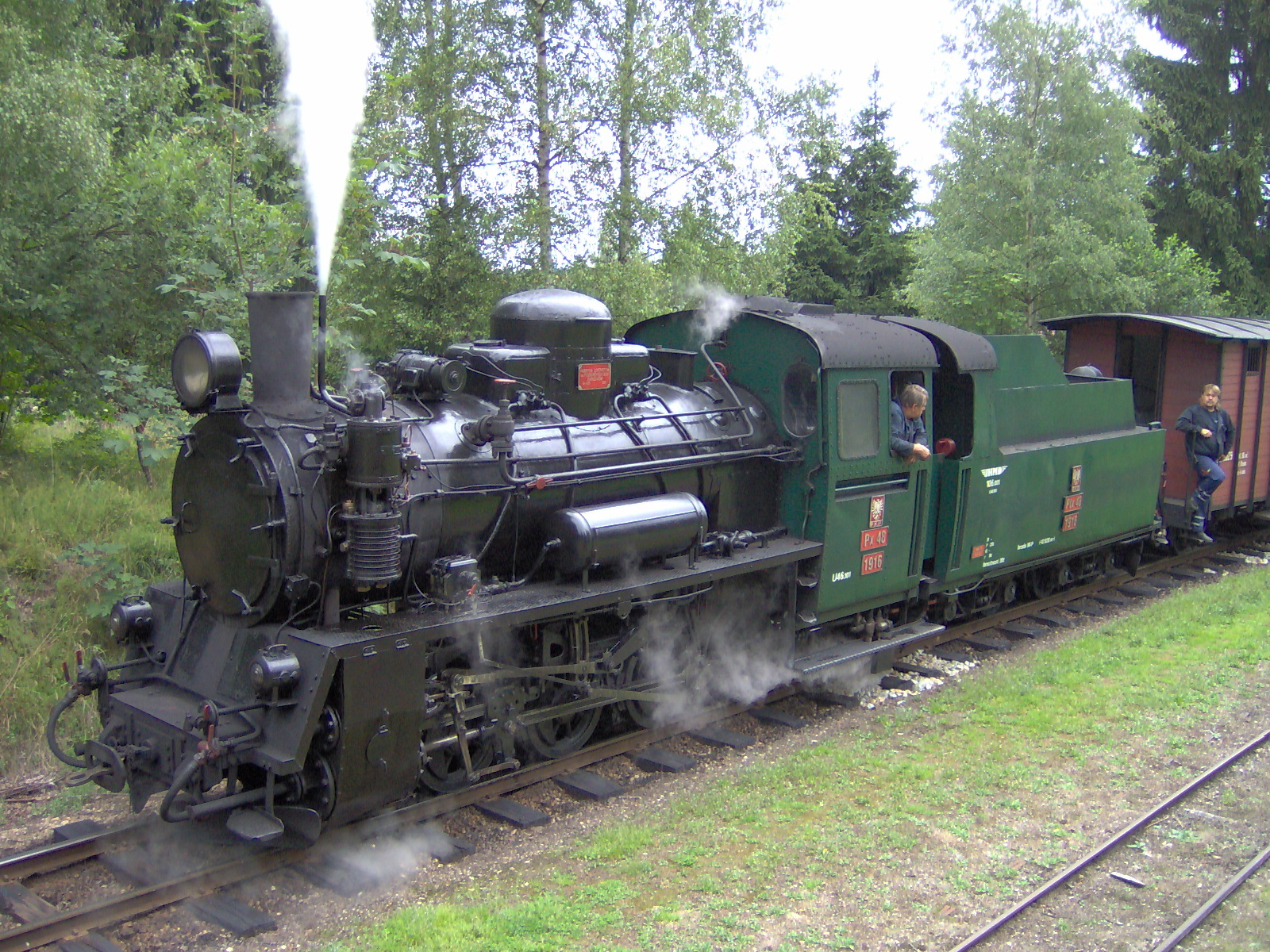
Úzkorozchodná parní lokomotiva U 46.101 na nádraží v Albeři
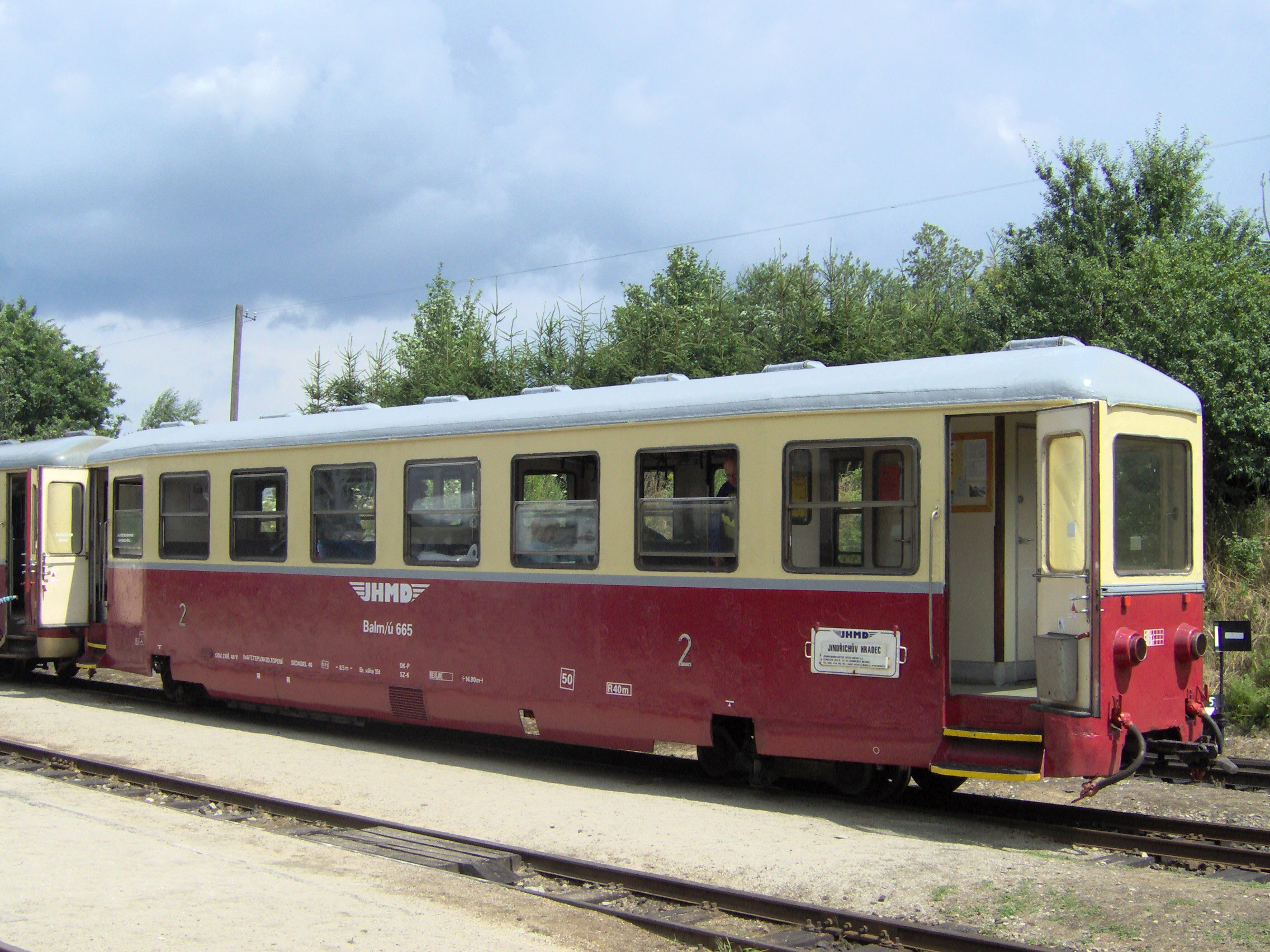
Přípojný vůz Balm/ú 665 v Nové Bystřici
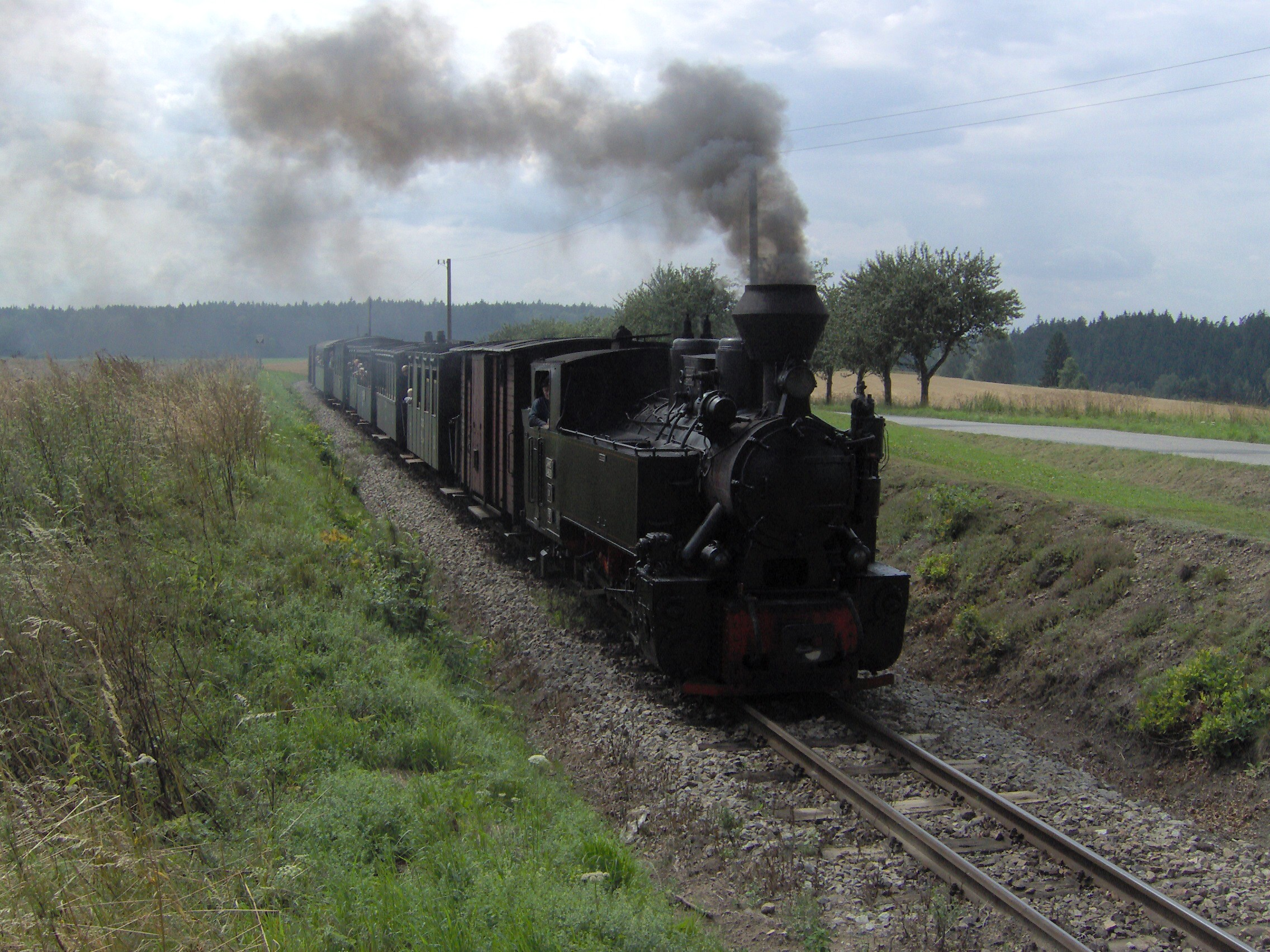
Vlak JHMD s lokomotivou U 46.001 u Blažejova